# Хромцов, Олег Витальевич
Олег Витальевич Хромцов (род. 30 мая 1983, Рыбница) — молдавский и казахстанский футболист, нападающий.

## Карьера
Игровую карьеру начал в одной из сильнейших команд Приднестровья — «Тилигул». В 2003 году помог команде выиграть турнир в Дивизионе «A» (Молдавия), после чего тираспольцы вернулись в высшую лигу Молдавии.
В чемпионате Украины 2004/05 года играл в бориспольском «Борисфене».
В 2006 году играл в «Тилигуле» и минском «Динамо».
Вернувшись на Украину, два сезона играл первой лиге — в черкасском «Днепре», а также в луцкой «Волыни».
Играл в клубах Азербайджана, Казахстана. Но не задерживался в составе. С 2012 года играет в первой лиге Казахстана. С 2017 года — игрок «Жетысу» из Талдыкоргана, с которым выиграл чемпионат Первой лиги Казахстана.
31 марта 2004 года принимал участие в игре молдавской сборной против сборной Азербайджана.